# Lista över insjöar i Hallstahammars kommun
Detta är en lista över sjöar i ckommun baserad på sjöns utloppskoordinat. Om någon sjö saknas, kontrollera grannkommunens lista eller kategorin Insjöar i Hallstahammars kommun.

## Lista
| Namn        | Koordinat                                     | Sjöid         | VYID          | Yta (km²) | Strandlinje (km) | Höjd (m) | Maxdjup (m) | Volym (m³) | HARO  | Natura 2000 |
| ----------- | --------------------------------------------- | ------------- | ------------- | --------- | ---------------- | -------- | ----------- | ---------- | ----- | ----------- |
| Lagårdssjön | 59°31′49″N 16°15′19″Ö / 59.53039°N 16.25524°Ö | 660086-152551 | 660121-152547 | 0,159     | 2,13             | 0,2      |             |            | 61000 | Strömsholm  |
| Skanssjön   | 59°36′49″N 16°12′34″Ö / 59.61366°N 16.20940°Ö | 661027-152296 | 661047-152282 | 0,0898    | 1,3              | 36,8     | 2,9         | 108 000    | 61000 |             |
| Valstasjön  | 59°36′32″N 16°15′47″Ö / 59.60900°N 16.26319°Ö | 660997-152586 |               |           |                  |          |             |            | 61000 |             |